# Santa María del Mercadillo
Santa María del Mercadillo est une commune d'Espagne dans la communauté autonome de Castille-et-León, province de Burgos. Elle s'étend sur 30,208 km2 et comptait environ 114 habitants en 2015.